# Pacific Fighters
Pacific Fighters (literalmente en inglés, Cazas del Pacífico, pero conocido en Rusia como Pearl Harbor, en ruso: Перл-Харбор), es un simulador de vuelo de combate de la Segunda Guerra Mundial ambientado en la Guerra del Pacífico (1937-1945). Se trata en realidad de un stand alone del simulador IL-2 Sturmovik, lanzado al mercado en 2001 y también desarrollado por 1C:Maddox Games y distribuido por Ubisoft. La última versión oficial de Pacific Fighters está integrada en la compilación que Ubisoft lanzó al mercado en 2006 bajo el título IL-2 Sturmovik: 1946.
En Pacific Fighters el jugador puede jugar offline (es decir, él solo, sin conectarse a internet), y también online (es decir, en modo multijugador, conectándose a internet usando una dirección IP estándar o un servidor cliente, como Hyperlobby). El juego permite al jugador pilotar 74 modelos y variantes de aviones pilotables. Fue creado como una expansión de IL-2 Sturmovik: Forgotten Battles en tanto que juego stand alone, es decir que con su CD-ROM de instalación de Pacific Fighters el jugador puede jugar como si se tratase de un juego completamente independiente, sin necesidad de instalar ni IL-2 Sturmovik (2001), ni IL-2 Sturmovik: Forgotten Battles (2003). En el modo de juego multijugador, el juego permite jugar partidas de tipo dogfight (en las que se puede volver a despegar con un nuevo avión tantas veces como se quiera) o de tipo cooperativo (en las que sólo se despega una vez mientras dure la partida). En cualquiera de los dos tipos de partida el jugador puede elegir el bando aliado (Reino Unido, Estados Unidos, Países Bajos) o el bando del Eje (Japón). Pacific Fighters también cuenta con un editor de misiones, que permite al jugador crearse sus propias misiones.

## Críticas
Pacific Fighters fue recibido positivamente en el momento de su lanzamiento. GameRankings le dio una puntuación de 78,35% mientras que Metacritic le dio 76 puntos sobre 100.